# Phillip Blond

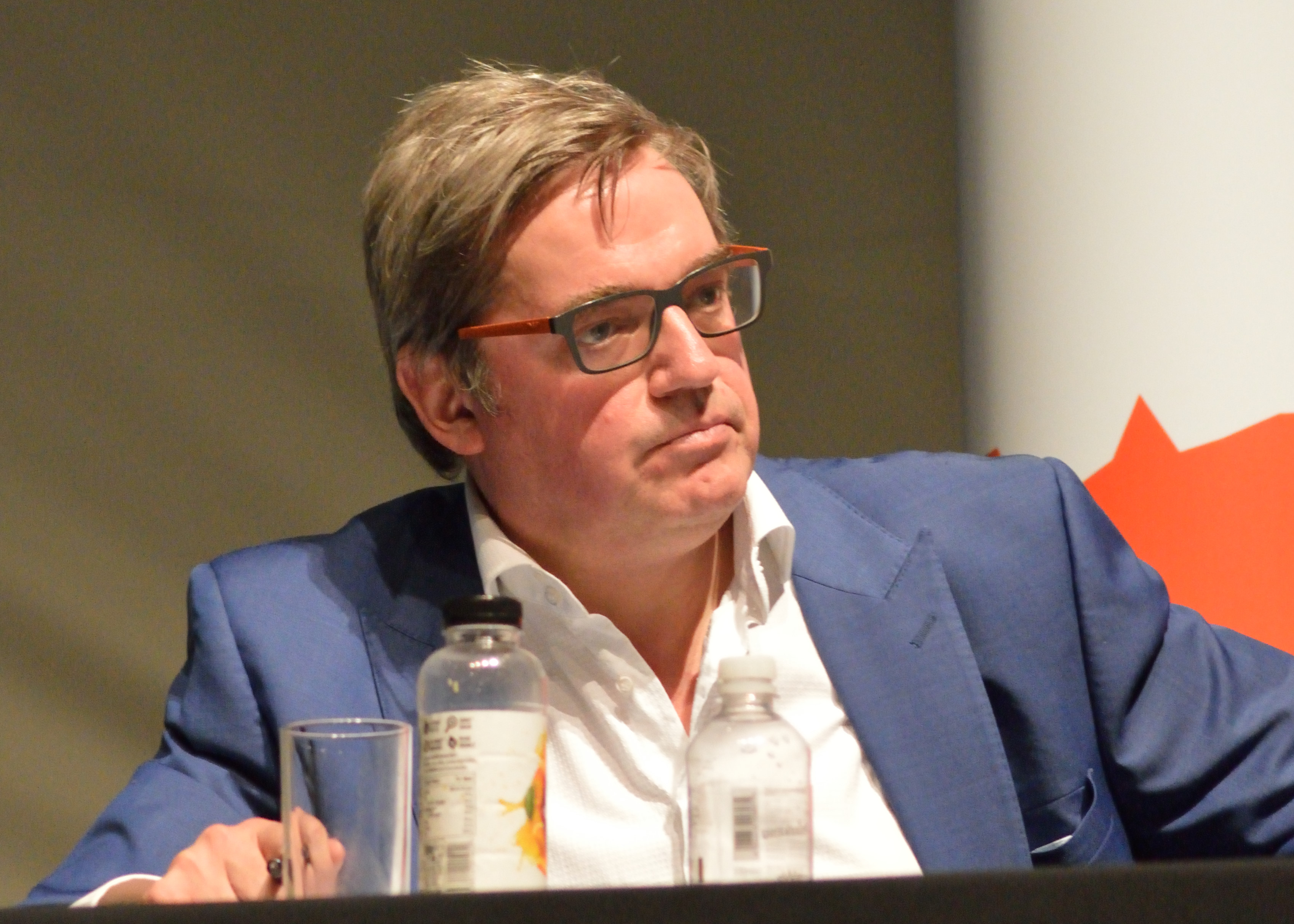
Phillip Blond (2018)

Phillip Blond (*Liverpool 1 maart 1966) is een Brits filosoof, Anglicaans theoloog en directeur van de denktank ResPublica.

## Biografie

### Opleiding
Hij studeerde filosofie aan de Universiteit van Hull, continentale filosofie aan de Universiteit van Warwick en theologie aan Petershouse College, Universiteit van Cambridge. In Cambridge was John Milbank (*1952), een vooraanstaand Anglicaans theoloog van de zogenaamde Radical Orthodoxy (een vernieuwingsbeweging binnen het Anglicanisme dat zich oriënteert op de oud-christelijke en vroeg-Anglicaanse traditie), zijn hoogleraar en inspirator. Beïnvloedt door Milbank keerde Blond zich tegen het moderne liberalisme, dat hij omschrijft als "nihilistic (...) liberalism" (nihilistisch liberalisme) en het secularisme. Blond's eerste boek Post-Secular Philosophy: Between Philosophy and Theology (Routledge, Londen 1998) is in lijn van de Radical Orthodoxy en bevat essays van sympathisanten van de genoemde theologische stroming.

### Academische carrière en denkbeelden
Blond was hoofddocent theologie aan de Universiteit van Cumbria en was directeur van de progressief conservatieve denktank Demos, maar verliet deze denktank en richtte zijn eigen denktank ResPublica op.
In een hoofdartikel in het vakblad Prospect in februari 2009 over Red Toryism (Progressief of Rood Conservatisme) maakte Blond zijn opvattingen bekend voor een breder publiek. In het genoemde artikel bepleitte hij een radicaal communitarisch traditioneel conservatisme, een mix van progressieve ("rode") en conservatieve ("Tory") ideeën. Een jaar later verscheen zijn bekendste boek Red Tory: How Left and Right have broken Britain and how we can fix it (Faber, 2010) dat naast een aanklacht op de opeenvolgende conservatieve en Labour-regeringen van respectievelijk Margaret Thatcher, John Major, Tony Blair en Gordon Brown en het door hen voorgestane neoliberale en cultureel liberale beleid, maar ook remedies om dit beleid om te buigen. Als communitarisch denker gaat hij niet uit van de staat (klassieke sociaaldemocratie) of de markt (klassiek liberalisme) maar van de gemeenschap, zonder zich evenwel af te keren van staat en markt. Het gaat Blond in zijn boek om de juiste balans. In zijn boek zegt hij nog steeds te staan achter zijn linkse standpunten over sociale gerechtigheid, maar meent dat deze alleen vorm kunnen krijgen binnen een conservatief beleid.

### Verhouding totDavid Cameron
Na het aantreden van David Cameron als minister-president gold Blond als een van de aanjagers van diens Big Society-agenda. Later ging hij zich steeds kritischer verhouden tot Cameron en zijn regering toen hij bemerkte dat diens beleid weinig verschilde van dat van zijn voorgangers

## Trivia
- Hij is de stiefbroer van de Britse acteur Daniel Craig[8]

## Publicaties
- Post-Secular Philosophy: Between Philosophy and Theology (redacteur), London: Routledge, 1998, ISBN 0-415-09778-9
- Red Tory: How Left and Right Have Broken Britain and How We Can Fix It, London: Faber, 2010, ISBN 978-0-571-25167-4
- Radical Republic: How Left and Right Have Broken the System and How We Can Fix It, New York: W. W. Norton & Company, 2012, ISBN 978-0-393-08100-8